# Vase florentin

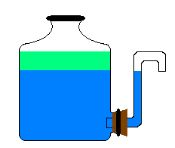
Vase florentin.

Le vase florentin ou essencier est un vase de décantation utilisé en parfumerie pour séparer les huiles essentielles hydrophobes de l’eau par gravité.

## Description
Pour produire des huiles essentielles, on fait bouillir dans l'eau la matière végétale puis après condensation, on récupère un distillat dans le vase florentin. L'eau, en général plus dense, se rassemble au fond du vase et le liquide organique, plus léger, surnage.